# Келлер, Аарон
Аарон Келлер (англ. Aaron Keller; род. 1 марта 1975, Камлупс, Британская Колумбия) — канадский и японский хоккейный правый защитник и тренер. 

## Карьера
Начинал заниматься хоккеем в родном клубе "Камлупс Блэйзерс". Позднее Келлер отправился в США, где в 1997 году он провел 11 игр за клуб АХЛ "Балтимор Бэндитс". В 1997 году хоккеист переехал в Японии, где он провел оставшуюся часть своей карьеры. Со временем Келлеру удалось получить гражданство страны и в 2005 году дебютировать за сборную Японии на Первом дивизионе чемпионата мира по хоккею с шайбой. Всего в составе "самураев" ему удалось сыграть на восьми первенствах планеты в низших лигах.
Завершив карьеру Аарон Келлер занялся тренерской деятельностью. Он входил в штаб клуба "Одзи Иглз" и сборной Японии.

## Достижения

### Командные
- Победитель Азиатской хоккейной лиги (2): 2008, 2012.
- Чемпион Японии (2): 2005, 2013.

### Национальные
- Серебряный призер Азиатских игр: 2011.